# Banské
Banské est un village de Slovaquie situé dans la région de Prešov.

## Histoire
Première mention écrite du village en 1397.

## Démographie

### Évolution de la population
| Année:               | 1994. | 2004.    | 2014.    | 2024.    |
| -------------------- | ----- | -------- | -------- | -------- |
| Nombre de personnes: | 1355  | 1563     | 1811     | 2018     |
| Différence:          |       | +15,35 % | +15,86 % | +11,43 % |

| Année:               | 2023. | 2024.   |
| -------------------- | ----- | ------- |
| Nombre de personnes: | 1974  | 2018    |
| Différence:          |       | +2,22 % |